# Angers (quận)
Quận Angers là một quận của Pháp, nằm ở tỉnh Maine-et-Loire, ở vùng Pays de la Loire. Quận này có 17 tổng và 112 xã.

## Các đơn vị hành chính

### Các tổng
Các tổng của quận Angers là: 
1. Angers-Centre
2. Angers-Est
3. Angers-Nord
4. Angers-Nord-Est
5. Angers-Nord-Ouest
6. Angers-Ouest
7. Angers-Sud
8. Angers-Trélazé
9. Beaufort-en-Vallée
10. Chalonnes-sur-Loire
11. Durtal
12. Le Louroux-Béconnais
13. Les Ponts-de-Cé
14. Saint-Georges-sur-Loire
15. Seiches-sur-le-Loir
16. Thouarcé
17. Tiercé

### Các xã
Các xã của quận Angers, và mã INSEE là: 
| 1. Andard (49004)                      | 2. Angers (49007)                     | 3. Avrillé (49015)                          | 4. Baracé (49017)                     |
| 5. Bauné (49019)                       | 6. Beaucouzé (49020)                  | 7. Beaufort-en-Vallée (49021)               | 8. Beaulieu-sur-Layon (49022)         |
| 9. Beauvau (49025)                     | 10. Blaison-Gohier (49029)            | 11. Bouchemaine (49035)                     | 12. Brain-sur-l'Authion (49042)       |
| 13. Briollay (49048)                   | 14. Brion (49049)                     | 15. Brissac-Quincé (49050)                  | 16. Bécon-les-Granits (49026)         |
| 17. Béhuard (49028)                    | 18. Cantenay-Épinard (49055)          | 19. Chalonnes-sur-Loire (49063)             | 20. Champ-sur-Layon (49066)           |
| 21. Champtocé-sur-Loire (49068)        | 22. Chanzeaux (49071)                 | 23. Charcé-Saint-Ellier-sur-Aubance (49078) | 24. Chaudefonds-sur-Layon (49082)     |
| 25. Chaumont-d'Anjou (49084)           | 26. Chavagnes (49086)                 | 27. Cheffes (49090)                         | 28. Cornillé-les-Caves (49107)        |
| 29. Corné (49106)                      | 30. Corzé (49110)                     | 31. Daumeray (49119)                        | 32. Denée (49120)                     |
| 33. Durtal (49127)                     | 34. Faveraye-Mâchelles (49133)        | 35. Faye-d'Anjou (49134)                    | 36. Feneu (49135)                     |
| 37. Fontaine-Guérin (49138)            | 38. Fontaine-Milon (49139)            | 39. Gée (49147)                             | 40. Huillé (49159)                    |
| 41. Ingrandes (49160)                  | 42. Jarzé (49163)                     | 43. Juigné-sur-Loire (49167)                | 44. La Bohalle (49032)                |
| 45. La Chapelle-Saint-Laud (49076)     | 46. La Cornuaille (49108)             | 47. La Daguenière (49117)                   | 48. La Meignanne (49196)              |
| 49. La Membrolle-sur-Longuenée (49200) | 50. La Ménitré (49201)                | 51. La Possonnière (49247)                  | 52. Le Louroux-Béconnais (49183)      |
| 53. Le Plessis-Grammoire (49241)       | 54. Le Plessis-Macé (49242)           | 55. Les Alleuds (49001)                     | 56. Les Ponts-de-Cé (49246)           |
| 57. Les Rairies (49257)                | 58. Luigné (49186)                    | 59. Lué-en-Baugeois (49185)                 | 60. Lézigné (49174)                   |
| 61. Marcé (49188)                      | 62. Mazé (49194)                      | 63. Montigné-lès-Rairies (49209)            | 64. Montreuil-Juigné (49214)          |
| 65. Montreuil-sur-Loir (49216)         | 66. Morannes (49220)                  | 67. Mozé-sur-Louet (49222)                  | 68. Mûrs-Erigné (49223)               |
| 69. Notre-Dame-d'Allençon (49227)      | 70. Pellouailles-les-Vignes (49238)   | 71. Rablay-sur-Layon (49256)                | 72. Rochefort-sur-Loire (49259)       |
| 73. Saint-Aubin-de-Luigné (49265)      | 74. Saint-Augustin-des-Bois (49266)   | 75. Saint-Barthélemy-d'Anjou (49267)        | 76. Saint-Clément-de-la-Place (49271) |
| 77. Saint-Georges-du-Bois (49280)      | 78. Saint-Georges-sur-Loire (49283)   | 79. Saint-Germain-des-Prés (49284)          | 80. Saint-Jean-de-Linières (49289)    |
| 81. Saint-Jean-de-la-Croix (49288)     | 82. Saint-Jean-des-Mauvrets (49290)   | 83. Saint-Lambert-du-Lattay (49292)         | 84. Saint-Lambert-la-Potherie (49294) |
| 85. Saint-Léger-des-Bois (49298)       | 86. Saint-Martin-du-Fouilloux (49306) | 87. Saint-Mathurin-sur-Loire (49307)        | 88. Saint-Melaine-sur-Aubance (49308) |
| 89. Saint-Rémy-la-Varenne (49317)      | 90. Saint-Saturnin-sur-Loire (49318)  | 91. Saint-Sigismond (49321)                 | 92. Saint-Sulpice (49322)             |
| 93. Saint-Sylvain-d'Anjou (49323)      | 94. Sainte-Gemmes-sur-Loire (49278)   | 95. Sarrigné (49326)                        | 96. Saulgé-l'Hôpital (49327)          |
| 97. Savennières (49329)                | 98. Seiches-sur-le-Loir (49333)       | 99. Sermaise (49334)                        | 100. Soucelles (49337)                |
| 101. Soulaines-sur-Aubance (49338)     | 102. Soulaire-et-Bourg (49339)        | 103. Thouarcé (49345)                       | 104. Tiercé (49347)                   |
| 105. Trélazé (49353)                   | 106. Valanjou (49153)                 | 107. Vauchrétien (49363)                    | 108. Villemoisan (49376)              |
| 109. Villevêque (49377)                | 110. Écouflant (49129)                | 111. Écuillé (49130)                        | 112. Étriché (49132)                  |